# شاطئ مادالي

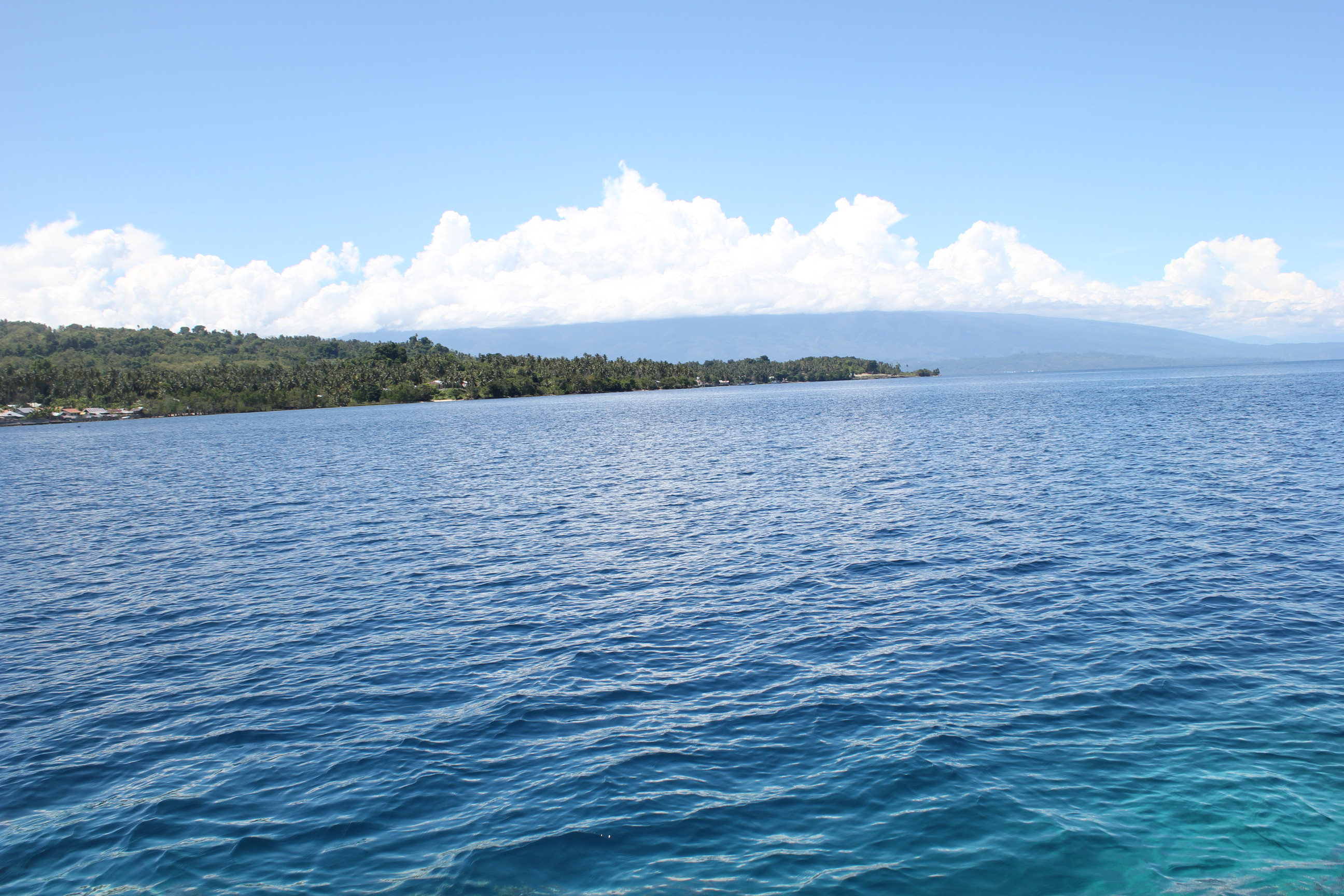
منظر لشاطىء مادالي عام 2014

شاطئ مادالي (بالإندونيسية: Pantai Madale) هو شاطئ يقع في بوسو ريجنسي في مقاطعة سولاويزي الوسطى في إندونيسيا.

## الوصف
يقع الشاطئ على بعد حوالي 5 كيلومترات (3.1 ميل) شمال شرق مدينة بوسو. الشاطئ محاط بالغابات الاستوائية وأشجار المانغروف. يعد الشاطئ الرملي الأبيض مكانًا بارزًا للغطس. يقع في الشاطئ منتزة روماه كاتو مارين الوطني.
وفقا لوزارة السياحة الإندونيسية فإن الأمواج في مادالي هادئة نسبيا، بحيث يمكن للسياح الغوص أو الغوص دون تردد. أكبر الشعاب المرجانية والوحيدة في جزيرة سولاويزي تقع في مادالي. على عمق يتجاوز 40 مترًا تعيش الأنواع البحرية مثل الإسفنج وسرطان البحر العملاقة وسمك القرش ذي الخطوط السوداء.
غالبًا ما يحدث هنا تدمير للشعاب المرجانية، بسبب طرق الصيادين البدائية للحصول على السمك باستخدام صيد السمك بالتفجير، مما جعل الجزء العلوي من جدار المرجان في حالة تلف.